# یواس‌اس باربل (اس‌اس-۳۱۶)
یواس‌اس باربل (اس‌اس-۳۱۶) (به انگلیسی: USS Barbel (SS-316)) یک زیردریایی بود که طول آن ۳۱۱ فوت ۹ اینچ (۹۵٫۰۲ متر) بود. این زیردریایی در سال ۱۹۴۳ ساخته شد.